# Suzanne Thuault
Suzanne Thuault, née le 23 novembre 1892 à Chablis et décédée le 23 décembre 1976 à Tonnerre est une athlète française.

## Biographie

### Carrière sportive
Suzanne Thuault est championne de France de cross-country (cross long) en 1925 et 1926,. Ces deux années-là, elle gagne également le championnat de Paris féminin de cross-country. 
Elle a aussi pris part à des compétitions de cyclisme. 

### Vie privée
Elle se marie en 1920 avec Édouard-Marius Houesson. 